# Lista de prefeitos de Simões Filho
Esta é a lista de prefeitos do município de Simões Filho, estado brasileiro da Bahia.
| Nº | Nome                                                              | Imagem                               | Partido                                          | Início do mandato      | Fim do mandato                           | 'Observações |
| 1  | Cícero Simões                                                     |                                      | Partido Social Democrático PSD                   | 7 de abril de 1963     | 30 de janeiro de 1967                    | Prefeito eleito em sufrágio universal. |
| 2  | Noêmia Meireles Ramos                                             |                                      | Aliança Renovadora Nacional ARENA                | 31 de janeiro de 1967  | 30 de janeiro de 1971                    | Prefeita eleita em sufrágio universal. |
| 3  | Berlindo Mamede de Oliveira                                       |                                      | Movimento Democrático Brasileiro MDB             | 31 de janeiro de 1971  | 28 de novembro de 1972                   | Prefeito eleito em sufrágio universal, o mandato seria até 1973, mas foi interrompido pela manobra do governo militar                                                                       |
| 4  | Walter Aragão de Souza                                            |                                      | Aliança Renovadora Nacional ARENA                | 29 de novembro de 1972 | 31 de dezembro de 1974                   | Prefeito nomeado pelo Governador do Estado. |
| 5  | João Filgueiras Simões Filho                                      |                                      | Aliança Renovadora Nacional ARENA                | 1° de janeiro de 1975  | 31 de dezembro de 1985                   | Prefeito nomeado pelo Governador do Estado. |
| 6  | Eduardo Santana Simões                                            |                                      | Partido Trabalhista Brasileiro PTB               | 1° de janeiro de 1986  | 8 de dezembro de 1988                    | (Sobrinho de João Filgueiras Simões Filho) eleito em 1985, governou até 08 de dezembro de 1988. (O mandato seria até 31/12/1988, mas foi cassado pela Câmara de Vereadores de Simões Filho. |
| 7  | Adolfo Cezimbra Tavares Netto (Salvador, 17.06.1943–)             |                                      | Partido Trabalhista Brasileiro PTB               | 9 de dezembro de 1988  | 31 de dezembro de 1988                   | Vice-prefeito eleito no cargo como titular. |
| 8  | Berlindo Mamede de Oliveira (–Salvador, 2008)                     |                                      | Partido do Movimento Democrático Brasileiro PMDB | 1° de janeiro de 1989  | 31 de dezembro de 1992                   | Prefeito eleito em sufrágio universal. |
| 9  | Eduardo Alencar (Ruy Barbosa, 18.02.1953–)                        |                                      | Partido Liberal PL                               | 1° de janeiro de 1993  | 31 de dezembro de 1996                   | Prefeito eleito em sufrágio universal. |
| 10 | Edson Almeida de Jesus (Santo Amaro, 12.05.1951–)                 |                                      | Partido Trabalhista Brasileiro PTB               | 1° de janeiro de 1997  | 31 de dezembro de 2000                   | Prefeito eleito em sufrágio universal. |
| 11 | Eduardo Alencar (Ruy Barbosa, 18.02.1953–)                        |                                      | Partido Liberal PL                               | 1° de janeiro de 2001  | 31 de dezembro de 2004                   | Prefeito eleito em sufrágio universal. |
| 12 | Edson Almeida de Jesus (Santo Amaro, 12.05.1951–)                 |                                      | Partido Liberal PL                               | 1° de janeiro de 2005  | 31 de dezembro de 2008                   | Prefeito eleito em sufrágio universal. |
| 13 | Eduardo Alencar (Ruy Barbosa, 18.02.1953–)                        |                                      | Partido da Social Democracia Brasileira PSDB     | 1° de janeiro de 2009  | 31 de dezembro de 2012                   | Prefeito eleito em sufrágio universal. |
| 13 | Eduardo Alencar (Ruy Barbosa, 18.02.1953–)                        | Partido Social Democrático PSD       | 1° de janeiro de 2013                            | 31 de dezembro de 2016 | Prefeito reeleito em sufrágio universal. | |
| 14 | Diógenes Tolentino Oliveira (Santo Antônio de Jesus, 08.09.1966–) |                                      | Partido do Movimento Democrático Brasileiro PMDB | 1° de janeiro de 2017  | 31 de dezembro de 2020                   | Prefeito eleito em sufrágio universal. |
| 14 | Diógenes Tolentino Oliveira (Santo Antônio de Jesus, 08.09.1966–) | Movimento Democrático Brasileiro MDB | 1° de janeiro de 2021                            | 31 de dezembro de 2024 | Prefeito reeleito em sufrágio universal. | |
| 15 | Devaldo Soares de Souza - DEL (Mata de São João - 20/02/1973)     |                                      | União Brasil                                     | 1° de janeiro de 2025  | Atual                                    | Prefeito eleito em sufrágio universal. |